# Televisão na China
O setor de televisão na China inclui produção, transmissão e cobertura de programas de alta tecnologia. A China Central Television é a maior e mais poderosa estação de televisão nacional da China. Em 1987, dois terços das pessoas na China tinham acesso à televisão, enquanto hoje, mais de 3.000 canais estão disponíveis no país.
Os drama chinês também provou ser um ponto quente na cultura popular de hoje (semelhante ao K-dramas), com dramas de televisão chineses bem recebidos, como Princess Agents, Nirvana in Fire, The Journey of Flower, Eternal Love, The Princess Weiyoung, Love O2O, Story of Yanxi Palace, The Legend of Mi Yue, Scarlet Heart, General and I, e ganhando bilhões de visualizações entre os sites de vídeo mais populares da China, iQiyi, Youku, Tencent Video e Le Video. Alguns dramas têm sido tão populares e amplamente aclamados que eles foram refeitos em diferentes idiomas, assim como se desmembraram com uma continuação.
Programas de variedade chineses também se tornou amplamente bem sucedida como Happy Camp, Super Girl, Sing! China, ganhando reconhecimento mundial, milhões a bilhões de espectadores e inúmeros prêmios.

## História

### Origens
Quando a República Popular foi fundada em 1949, os sistemas e instalações de telecomunicações na China estavam desatualizados e rudimentares, e muitos foram danificados ou destruídos durante a Segunda Guerra Sino-Japonesa. As comunicações na China foram estabelecidas rapidamente no início dos anos 50. Em 1952, a principal rede de telecomunicações se concentrava em Pequim, e finalmente haviam sido estabelecidas ligações com todas as grandes cidades, lançando também transmissões de televisão. A primeira emissora de televisão chinesa no mundo foi a Rediffusion Television (agora ATV, que foi ao ar em 2016), lançada em Hong Kong em 29 de maio de 1957. No continente, as primeiras transmissões nacionais começaram em 1 de maio de 1958, e Beijing Television (agora Televisão Central da China desde 1978) foi formalmente lançada em 2 de setembro de 1958. Um mês depois, foi lançada a primeira estação regional, a Shanghai Television, no 9º Dia Nacional, em 1º de outubro de 1958. A Liaoning Television começou um ano depois, e em 1960, as províncias de Zhejiang e Guandong tiveram suas estações iniciadas transmissões completas.
O crescimento das telecomunicações parou com o colapso econômico geral após o Grande Salto Adiante (1958-1960), mas reviveu na década de 1960: o serviço de rádio-televisão foi instalado nas principais cidades nesses anos. Em 1965, havia 12 estações de televisão na China continental, uma nacional e 11 regionais (em comparação com cerca de 700 estações de televisão convencionais e cerca de 3.000 canais a cabo hoje). Da mesma forma, em 1978, havia menos de um receptor de televisão por 100 pessoas e menos de dez milhões de chineses tinham acesso a um aparelho de televisão (em 2003 havia cerca de 35 TVs para cada 100 pessoas e cerca de um bilhão de chineses tinham acesso à televisão); a expansão e modernização dos sistemas de transmissão continuaram durante o final dos anos 1970 e início dos anos 80.
Até meados da década de 1970, as transmissões de TV começaram no final da tarde e terminavam à meia-noite, com programas diurnos especiais durante o verão e férias de inverno para os estudantes. A BTV, ao mesmo tempo, também expandiu seu alcance de programação, a partir do canal que a emissora iniciou em 1958, a rede cresceu para 3 canais em 1969.
A primeira transmissão de TV em cores chinesa foi lançada pela China Television em Taiwan em 1969. No continente, as transmissões em cores de teste começaram em 1971 no Canal 2 da BTV, e depois se espalharam pelas estações regionais e, ao mesmo tempo, a BTV foi pioneira em transmissões estatíticas por satélite. apenas para grandes eventos a partir de 1972. BTV totalmente convertido para cor em 1973.

### Anos 80
O Ministério da Rádio e Televisão foi estabelecido como uma entidade separada em 1982 para administrar e atualizar o status da transmissão de rádio e televisão. Subordinados a este ministério estavam a Central People's Broadcasting Station, a Radio Beijing e a China Central Television. Além disso, as várias organizações de treinamento em radiodifusão, pesquisa de talentos, pesquisa, publicação e manufatura foram colocadas sob o controle do Ministério da Rádio e Televisão. Em 1986, a responsabilidade pela indústria cinematográfica foi transferida do Ministério da Cultura para o novo Ministério da Rádio, Cinema e Televisão.
A rádio e a televisão expandiram-se rapidamente nos anos 80 como importantes meios de comunicação de massa e entretenimento popular. Em 1982, a televisão era uma medida disponível apenas para 350 milhões da população chinesa de 1 bilhão, e era principalmente assistida em bases comunais. Em 1985, a televisão chegou a dois terços da população através de mais de 104 estações (de 52 em 1984 e 44 em 1983); estima-se que 85 por cento da população urbana tenha acesso à televisão. Durante esse tempo, o conteúdo da programação mudou drasticamente das palestras políticas e listas estatísticas do período anterior. Típicos programas de televisão eram entretenimento, incluindo longas-metragens, esportes, teatro, música, dança e programação infantil. Em 1985, uma pesquisa de uma semana típica de programação televisiva feita pela publicação de Xangai Wuxiandian Yu Dianshi (Jornal de Rádio e Televisão) revelou que mais da metade da programação poderia ser chamada de entretenimento; educação composta por 24 por cento do restante da programação e notícias de 15 por cento. Uma ampla seção transversal de notícias internacionais foi apresentada todas as noites. A maioria das transmissões de notícias foi emprestada de agências de notícias estrangeiras, e um resumo chinês foi dublado. A China Central Television também contratou várias emissoras estrangeiras para programas de entretenimento. Entre 1982 e 1985, seis empresas de televisão dos Estados Unidos assinaram acordos para fornecer programas americanos à China.
Desde o final dos anos 1970, as pessoas no Delta do Rio das Pérolas começaram a receber canais de Hong Kong com a antena Yagi-Uda. Os canais de Hong Kong eram considerados mais divertidos e tinham shows cantoneses. Essa recepção foi proibida pelo governo central, mas semi-aceita pelo governo local. No final dos anos 80, os canais locais começaram a distribuir shows de Hong Kong.
A China lançou seu primeiro satélite de transmissão de televisão em 1986.
Em 1987, a China Central Television (CCTV), a rede estatal, gerenciou os programas de televisão da China. Em 1985, os consumidores compraram 15 milhões de novos conjuntos, incluindo aproximadamente 4 milhões de conjuntos de cores. A produção ficou muito aquém da demanda. Como os telespectadores chineses frequentemente se reuniam em grandes grupos para assistir a conjuntos públicos, as autoridades estimaram que dois terços da população tinham acesso à televisão. Em 1987, havia cerca de 70 milhões de televisores, uma média de 29 conjuntos por 100 famílias. A CCTV tinha quatro canais que forneciam programas para as mais de noventa estações de televisão em todo o país. A construção começou em um grande novo estúdio de CCTV em Pequim em 1985. A CCTV produziu seus próprios programas, uma grande parte dos quais foram educativos, e a Television University de Pequim produziu três programas educacionais semanalmente. A aula de inglês foi o programa mais popular e teve um número estimado de 5 a 6 milhões de espectadores. Outros programas incluíam notícias diárias, entretenimento, teleplays e programas especiais. Programas estrangeiros incluíam filmes e desenhos animados. Os espectadores chineses estavam particularmente interessados em assistir notícias internacionais, esportes e teatro (ver Cultura da República Popular da China).

### Anos 90
Em setembro de 1993, depois de adquirir a rede de satélites da TV Star, Rupert Murdoch declarou publicamente: 
"(as telecomunicações) provaram ser uma ameaça inequívoca aos regimes totalitários em toda parte ... a radiodifusão por satélite possibilita que os residentes famintos por informações de muitas sociedades fechadas contornem os canais de televisão controlados pelo Estado"
Depois disso, o ex-primeiro ministro Li Peng solicitou e obteve a proibição de antenas parabólicas em todo o país. Posteriormente, a rede da STAR TV retirou os canais da BBC de sua oferta de satélites. Isso, e muitas declarações de Murdoch, levaram os críticos a acreditar que o empresário estava tentando apaziguar o governo chinês para que a proibição fosse suspensa. Também é alegado que o governo da RPC estava insatisfeito com a cobertura da BBC e ameaçou bloquear a STAR TV no enorme mercado da China continental se a BBC não fosse retirada. Isso ocorre apesar da tecnologia que é capaz de bloquear a BBC World na China, ao mesmo tempo em que está disponível em outros países que eles atendem.

### Anos 2000
Em 2000, o governo chinês apresentou uma meta de promover a amálgama de mídia, estabelecendo grupos de notícias multimídia trans-regionais. Também instituiu regulamentos detalhados sobre captação de recursos da indústria de mídia, cooperação financiada por estrangeiros e desenvolvimento de transmídia.
A Administração Estatal de Rádio, Cinema e Televisão (SARFT), fundada no final de 2001, integrou os recursos da indústria de rádio, televisão e cinema no nível central, além dos da rádio e da televisão, empresas da Internet no maior e mais forte multi da China. grupo de media que cobre os campos da televisão, Internet, publicação, publicidade, etc. Ao mesmo tempo, a indústria de mídia chinesa está cooperando com grupos de mídia no exterior.
Em 2003, 30 redes de televisão estrangeiras, incluindo a Phoenix Television, a Bloomberg Television, a STAR TV, a Eurosport, a BBC World, a CNBC e a China Entertainment Television entraram na China com limitações. Ao mesmo tempo, o canal de língua inglesa da CCTV entrou nos Estados Unidos através da Fox News Internet sob a jurisdição da News Corporation.
Em conformidade com as tendências do setor de televisão internacional, a CCTV avançou no sentido da especialização, introduzindo três canais especializados entre 2003 e 2004, a CCTV-News, a CCTV-Children e a CCTV-Music.
Desde 1º de setembro de 2006, o governo chinês proibiu a animação produzida no exterior entre as 5:00 e as 20:00. na televisão estatal para proteger os estúdios de animação chineses que foram afetados pela popularidade de tais desenhos animados.
Apesar desses avanços, ainda existe uma lacuna considerável entre a região costeira oriental e o interior da China, onde os aparelhos de televisão e os radiodifusores regionais são bem menos comuns.

### Atualmente
Ao todo, existem 3.000 estações de televisão em todo o país. Grandes exposições internacionais de TV, incluindo o Shanghai Television Festival, a Beijing International Television Week, a China Radio and Television Exposition e o Sichuan Television Festival, são realizadas regularmente.
Além de julgar e conferir prêmios, esses festivais realizam intercâmbio acadêmico e importação e exportação de programas de TV. Xangai se tornou o maior mercado de negociação de programas de televisão na Ásia.
Desde que a China entrou na Organização Mundial do Comércio, a tendência na indústria de mídia da China é formar grupos de mídia inter-mídia e trans-regionais operados com múltiplos padrões de modo a enfrentar a competição e os desafios de poderosos grupos de mídia estrangeiros.
Em outubro de 2014, atores e atrizes que usaram drogas, visitaram prostitutas ou infringiram a lei não podem aparecer na televisão, filmes ou outras formas de transmissão (rádio e propaganda) na China. A proibição também abrange mídia online, filmes e publicações. O China Daily informou que a proibição é para "manter a indústria saudável" e "As celebridades que infringirem a lei não devem ser convidadas a aparecer nos programas, e a transmissão de suas palavras deve ser suspensa". Também foi observado que "casos recentes envolvendo estrelas usando drogas ou visitando prostitutas prejudicaram a imagem da indústria do entretenimento e deram um mau exemplo para os jovens". Em 2014, a China deteve várias celebridades chinesas por acusações relacionadas a drogas. O Ministério de Segurança Pública da China afirmou em fevereiro de 2014 que a polícia precisa "se endurecer com as drogas, o jogo e a prostituição".

## Censura
A censura televisiva é conduzida pela Administração Estatal de Rádio, Cinema e Televisão da República Popular da China (RPC) e tem como alvo os programas no exterior (incluindo os de Hong Kong e Macau), que podem ser assistidos na China Continental. Além disso, receber sinais de TV via satélite sem permissão é contra a lei na China continental.
As transmissões de notícias estrangeiras e de Hong Kong na China continental, como TVB, Phoenix TV, CNN, BBC World News, BBC World Service, CNBC e Bloomberg Television são ocasionalmente censuradas por serem "apagadas" durante segmentos controversos. A CNN informou que seu acordo de transmissão na China inclui um acordo de que seu sinal deve passar por um satélite controlado pela China. Desta forma, as autoridades chinesas conseguiram ocultar os segmentos da CNN à vontade. A CNN também disse que suas transmissões não estão amplamente disponíveis na China, mas apenas em certos complexos diplomáticos, hotéis e blocos de apartamentos.
O conteúdo obscurecido incluiu referências aos protestos da Praça da Paz Celestial em 1989, ao Dalai Lama, à morte de Zhao Ziyang, à agitação tibetana de 2008, ao escândalo do leite chinês em 2008 e aos acontecimentos negativos sobre as Olimpíadas de Pequim.
Durante as Olimpíadas de Pequim, todas as estações de TV chinesas foram condenadas a adiar as transmissões ao vivo em dez segundos, uma política projetada para dar tempo aos censores de reagir caso os manifestantes do Tibete ou outros organizassem protestos políticos. Durante uma reportagem televisiva da posse de Barack Obama em 2009, a estatal Televisão Central da China abruptamente cortou sua cobertura do discurso de Obama quando ele falou de como "as gerações anteriores enfrentaram o fascismo e o comunismo".
A aplicação da censura televisiva é cada vez mais difícil e ineficaz no início do século XXI, em parte devido aos sistemas de sinalização de satélites que podem ser adquiridos na maioria das grandes cidades por até 2000 ¥ RMB (US$ 285), canais de acesso e programas em muitos satélites que servem a região do Pacífico Asiático.

## Tecnologia digital
De acordo com os planos do governo chinês, até 2010, a televisão a cabo existente nas cidades acima do nível do condado nas partes leste e médio da China, bem como na maioria das cidades ao nível do condado nas partes ocidentais do país será digitalizada. Os sinais analógicos dentro do país serão desligados em etapas entre 2015 e 2018, devido ao grande tamanho do território. Enquanto isso, as políticas enfatizam a continuação da fusão das três redes de Internet, televisão e telecomunicações.
Para realizar os objetivos acima, a NDRC, MII e SARFT serão responsáveis pela organização de projetos especiais para a implementação de serviços de televisão digital. Será dado apoio às listas das empresas relacionadas com a televisão digital e será injectado mais investimento nelas.
De acordo com a estratégia nacional da China, o país pretende mudar de um grande fabricante de televisores para um poder de televisão digital durante o desenvolvimento da indústria de televisão digital. As políticas mostram que, até 2010, as vendas anuais de televisores digitais e produtos relacionados da China atingirão RMB250 bilhões e o volume de exportações chegará a US $ 10 bilhões. Em 2015, escala de indústria de televisão digital da China e nível de tecnologia vai estar entre os melhores do mundo e vai se tornar um dos maiores conjuntos de televisão digital e desenvolvimento de componentes-chave e bases de produção do mundo.

## Televisão à cabo
Televisão a cabo no método de transmissão usual em todas as áreas urbanas da China continental - as antenas de televisão são uma visão extremamente rara. Os sistemas de cabo geralmente carregam todos os canais CCTV em mandarim, além de todos os canais da estação municipal, provincial ou regional em questão (tais estações estão listadas abaixo). Os slots restantes carregam os canais principais de várias outras estações de nível provincial e podem transportar canais adicionais de estações metropolitanas, como BTV e Shanghai Media Group. Eles também podem transportar um canal local para um determinado município subprovincial, prefeitura ou condado. Compostos individuais (hotéis, conjuntos habitacionais, etc.) geralmente adicionam um canal de solicitação mostrando vídeos musicais e animações de karaokê. Um número extremamente pequeno de compostos com muitos residentes estrangeiros (por exemplo, hotéis cinco estrelas em Pequim) também transportará canais selecionados de Hong Kong, Taiwan e do Ocidente. A Phoenix Television tem a maior transportadora sob esta regra.
A China continental tinha mais de 44,5 milhões de usuários de televisão a cabo digital em 2008, tinha 0,9 bilhão de usuários de televisão a cabo digital e 0,2 bilhão de usuários de IPTV em 2015.
Ao contrário de muitas operadoras de televisão a cabo em outros países que suportam modos bidirecionais, a televisão a cabo da China é executada em modo unidirecional (somente para download, sem upload e sem serviços interativos).

## Lista de redes e canais nacionais

### Televisão Central da China
| Nome                                                           | Chinês simplificado                                       | Lançado | Formato                                                |
| -------------------------------------------------------------- | --------------------------------------------------------- | ------- | ------------------------------------------------------ |
| CCTV-1 (Canal geral, canal nacional de China 4K)               | chinês simplificado: 中国中央电视台综合频道               | 1958    | SDTV (576i, 16:9), HDTV (1080i, 16:9) HDTV(1440p,16:9) |
| CCTV-2 (Canal Financeiro)                                      | chinês simplificado: 中国中央电视台财经频道               | 1963    | SDTV (576i, 16:9), HDTV (1080i, 16:9)                  |
| CCTV-3 (Canal de arte)                                         | chinês simplificado: 中国中央电视台综艺频道               | 1969    | SDTV (576i, 16:9), HDTV (1080i, 16:9)                  |
| CCTV-4 (Canal Chinês Internacional da Ásia)                    | chinês simplificado: 中国中央电视台中文国际频道（亚洲版） | 1992    | SDTV (576i, 16:9), HDTV (1080i, 16:9)                  |
| CCTV-4 (Canal Chinês Internacional da Europa)                  | chinês simplificado: 中国中央电视台中文国际频道（欧洲版） | 1992    | SDTV (576i, 16:9) HDTV(1080i,16:9,na França)           |
| CCTV-4 (Canal Chinês Internacional da América Latina)          | chinês simplificado: 中国中央电视台中文国际频道（美洲版） | 1992    | SDTV (576i, 16:9)                                      |
| CCTV-5 (Canal de esportes)                                     | chinês simplificado: 中国中央电视台体育频道               | 1994    | SDTV (576i, 16:9), HDTV (1080i, 16:9)                  |
| CCTV-5+ (Canal de Eventos Esportivos)                          | chinês simplificado: 中国中央电视台体育赛事频道           | 2008    | HDTV (1080i, 16:9)                                     |
| CCTV-6 (Canal Nacional de Filmes)                              | chinês simplificado: 中国中央电视台电影频道               | 1994    | SDTV (576i, 16:9), HDTV (1080i, 16:9)                  |
| CCTV-7 (Canal Militar e Agricultura)                           | chinês simplificado: 中国中央电视台军事农业频道           | 1994    | SDTV (576i, 16:9), HDTV (1080i, 16:9)                  |
| CCTV-8 (Canal de série de televisão)                           | chinês simplificado: 中国中央电视台电视剧频道             | 1994    | SDTV (576i, 16:9), HDTV (1080i, 16:9)                  |
| CCTV-9 (Canal Documental Chinês)                               | chinês simplificado: 中国中央电视台纪录频道（中文版）     | 2010    | SDTV (576i, 16:9), HDTV (1080i, 16:9)                  |
| CCTV-9 (Canal Documental Inglês)                               | chinês simplificado: 中国中央电视台纪录频道（英语版）     | 2010    | SDTV (576i, 16:9), HDTV (1080i, 16:9)                  |
| CCTV-10 (Canal de Ciência e Educação)                          | chinês simplificado: 中国中央电视台科教频道               | 2001    | SDTV (576i, 16:9), HDTV (1080i, 16:9)                  |
| CCTV-11 (Canal da ópera chinesa)                               | chinês simplificado: 中国中央电视台戏曲频道               | 2001    | SDTV (576i, 16:9)                                      |
| CCTV-12 (Sociedade e Canal de Direito)                         | chinês simplificado: 中国中央电视台社会与法频道           | 2004    | SDTV (576i, 16:9), HDTV (1080i, 16:9)                  |
| CCTV-13 (Canal de notícias chinês)                             | chinês simplificado: 中国中央电视台新闻频道               | 2003    | SDTV (576i, 16:9)                                      |
| CCTV-14 (Canal infantil)                                       | chinês simplificado: 中国中央电视台少儿频道               | 2003    | SDTV (576i, 16:9), HDTV (1080i, 16:9)                  |
| CCTV-15 (Canal de música)                                      | chinês simplificado: 中国中央电视台音乐频道               | 2004    | SDTV (576i, 16:9)                                      |
| CGTN (Canal Internacional em Inglês）                          | chinês simplificado: 中国国际电视网英语频道               | 2000    | SDTV (576i, 16:9), HDTV (1080i, 16:9)                  |
| CGTN-Français (Canal Francês Internacional)                    | 中国国际电视网法语频道                                    | 2007    | SDTV (576i, 16:9)                                      |
| CGTN-Español (Canal Internacional Espanhol)                    | 中国国际电视网西班牙语频道                                | 2007    | SDTV (576i, 16:9)                                      |
| CGTN-العربية (Canal Árabe Internacional)                       | 中国国际电视网阿拉伯语频道                                | 2009    | SDTV (576i, 16:9)                                      |
| CGTN-русский (Canal russo internacional)                       | chinês simplificado: 中国中央电视台俄语国际频道           | 2009    | SDTV (576i, 16:9)                                      |
| Zhongguo 3D dianshi shiyan pindao (Canal 3D Nacional da China) | chinês simplificado: 中国3D电视试验频道                   | 2009    | HDTV (1080i, 16:9)                                     |

### Rede de televisão por satélite a nível nacional
| Nome                    | Chinês simplificado                 | Origem         | Lançado | Formato                                   | Proprietário                               |
| ----------------------- | ----------------------------------- | -------------- | ------- | ----------------------------------------- | ------------------------------------------ |
| Agriculture Television  | chinês simplificado: 农林卫视       | Shannxi        | 2008    | SDTV (576i, 4:3)                          | Shaanxi Broadcasting Corporation (SXBC)    |
| Anhui Television        | chinês simplificado: 安徽卫视       | Anhui          | 1997    | SDTV (576i, 16:9), HDTV (1080i, 16:9)     | Anhui Radio and Television (AHRT)          |
| Bedahuang Television    | chinês simplificado: 北大荒农业频道 | Heilongjiang   | 1997    | SDTV (576i, 4:3)                          | Bedahuang Broadcasting Television          |
| Bingtuan Television     | chinês simplificado: 兵团卫视       | Xinjiang       | 2009    | SDTV (576i, 16:9)                         | Xinjiang Bingtuan Radio and Television     |
| Beijing Television      | chinês simplificado: 北京卫视       | Beijing        | 1979    | SDTV (576i, 4:3), HDTV (1080i, 16:9)      | Beijing Media Network (BMN)                |
| Chongqing Television    | chinês simplificado: 重庆卫视       | Chongqing      | 1997    | SDTV (576i, 4:3), HDTV (1080i, 16:9)      | Chongqing Broadcasting Group (CBG)         |
| Cross-Strait Television | chinês simplificado: 海峡卫视       | Fujian         | 2005    | SDTV (576i, 16:9), HDTV (1080i, 16:9)     | Fujian Media Group (FMG)                   |
| Dragon Television       | chinês simplificado: 东方卫视       | Shanghai       | 1998    | SDTV (576i, 16:9), HDTV (1080i, 16:9)     | Shanghai Media Group (SMG)                 |
| Gansu Television        | chinês simplificado: 甘肃卫视       | Gansu          | 1998    | SDTV (576i, 4:3)                          | Gansu Media Group (GSMG)                   |
| Guangdong Television    | chinês simplificado: 广东卫视       | Guangdong      | 1960    | SDTV (576i, 4:3/16:9), HDTV (1080i, 16:9) | Guangdong Radio and Television (GRT)       |
| Guangxi Television      | chinês simplificado: 广西卫视       | Guangxi        | 1970    | SDTV (576i, 4:3), HDTV (1080i, 16:9)      | Guangxi Television                         |
| Guizhou Television      | chinês simplificado: 贵州卫视       | Guizhou        | 1968    | SDTV (576i, 4:3), HDTV (1080i, 16:9)      | Guizhou Radio Television                   |
| Hebei Television        | chinês simplificado: 河北卫视       | Hebei          | 1998    | SDTV (576i, 4:3), HDTV (1080i, 16:9)      | Hebei Television (HEBTV)                   |
| Heilongjiang Television | chinês simplificado: 黑龙江卫视     | Heilongjiang   | 1997    | SDTV (576i, 4:3), HDTV (1080i, 16:9)      | Heilongjiang Broadcasting Television       |
| Henan Television        | chinês simplificado: 河南卫视       | Henan          | 1996    | SDTV (576i, 16:9), HDTV (1080i, 16:9)     | Henan Television (HNTV)                    |
| Hubei Television        | chinês simplificado: 湖北卫视       | Hubei          | 1997    | SDTV (576i, 4:3), HDTV (1080i, 16:9)      | Hubei Network Radio and Television         |
| Hunan Television        | chinês simplificado: 湖南卫视       | Hunan          | 1997    | SDTV (576i, 16:9), HDTV (1080i, 16:9)     | Hunan Broadcasting System (HBS)            |
| Jiangsu Television      | chinês simplificado: 江苏卫视       | Jiangsu        | 1997    | SDTV (576i, 4:3), HDTV (1080i, 16:9)      | Jiangsu Broadcasting Corporation (JSBC)    |
| Jiangxi Television      | chinês simplificado: 江西卫视       | Jiangxi        | 1970    | SDTV (576i, 4:3), HDTV (1080i, 16:9)      | Jiangxi Radio and Television               |
| Jilin Television        | chinês simplificado: 吉林卫视       | Jilin          | 1997    | SDTV (576i, 4:3), HDTV (1080i, 16:9)      | Jilin Television (JLTV)                    |
| Liaoning Television     | chinês simplificado: 辽宁卫视       | Liaoning       | 1959    | SDTV (576i, 16:9), HDTV (1080i, 16:9)     | Liaoning Radio and Television (LRTV)       |
| Nei Mongol Television   | chinês simplificado: 内蒙古卫视     | Inner Mongolia | 1997    | SDTV (576i, 4:3)                          | Nei Mongol Television (NMTV)               |
| Ningxia Television      | chinês simplificado: 宁夏卫视       | Ningxia        | 1998    | SDTV (576i, 4:3)                          | Ningxia Radio and Television               |
| Qinghai Television      | chinês simplificado: 青海卫视       | Qinghai        | 1997    | SDTV (576i, 16:9), HDTV (1080i, 16:9)     | Qinghai Radio and Television               |
| Sansha Television       | chinês simplificado: 三沙卫视       | Hainan         | 2013    | SDTV (576i, 16:9)                         | Sansha Broadcasting Group                  |
| Shandong Television     | chinês simplificado: 山东卫视       | Shangdong      | 1994    | SDTV (576i, 16:9), HDTV (1080i, 16:9)     | Shandong Radio and Television              |
| Shannxi Television      | chinês simplificado: 陕西卫视       | Shannxi        | 1997    | SDTV (576i, 4:3/16:9), HDTV (1080i, 16:9) | Shaanxi Broadcasting Corporation (SXBC)    |
| Shanxi Television       | chinês simplificado: 山西卫视       | Shanxi         | 2004    | SDTV (576i, 4:3), HDTV (1080i, 16:9)      | Shanxi Radio Television                    |
| Shenzhen Television     | chinês simplificado: 深圳卫视       | Guangdong      | 2004    | SDTV (576i, 4:3), HDTV (1080i, 16:9)      | Shenzhen Media Group (SZMG)                |
| Sichuan Television      | chinês simplificado: 四川卫视       | Sichuan        | 2003    | SDTV (576i, 4:3), HDTV (1080i, 16:9)      | Sichuan Radio and Television               |
| Southeast Television    | chinês simplificado: 东南卫视       | Fujian         | 1994    | SDTV (576i, 16:9), HDTV (1080i, 16:9)     | Fujian Media Group (FMG)                   |
| Travel Channel          | chinês simplificado: 旅游卫视       | Hainan         | 1999    | SDTV (576i, 16:9)                         | Hainan Broadcasting Group                  |
| Tianjin Television      | chinês simplificado: 天津卫视       | Tianjin        | 1998    | SDTV (576i, 16:9), HDTV (1080i, 16:9)     | Tianjin Radio and Television               |
| Xiamen Television       | chinês simplificado: 厦门卫视       | Fujian         | 2005    | SDTV (576i, 16:9), HDTV (1080i, 16:9)     | Xiamen Media Group XMG                     |
| Xinjiang Television     | chinês simplificado: 新疆卫视       | Xinjiang       | 1997    | SDTV (576i, 4:3)                          | Xinjiang Television Station                |
| Xizang Television       | chinês simplificado: 西藏卫视       | Tibet          | 2002    | SDTV (576i, 4:3)                          | Xizang Television (XZTV)                   |
| Yunnan Television       | chinês simplificado: 云南卫视       | Yunnan         | 2000    | SDTV (576i, 16:9), HDTV (1080i, 16:9)     | Yunnan Radio and Television                |
| Zhejiang Television     | chinês simplificado: 浙江卫视       | Zhejiang       | 1960    | SDTV (576i, 4:3), HDTV (1080i, 16:9)      | Zhejiang Radio and Television Group (ZRTG) |

### Televisão por satélite chinesa não padrão
| Nome                             | Chinês Simplificado                     | Idioma                        | Lançado | Formato           | Proprietário                         |
| -------------------------------- | --------------------------------------- | ----------------------------- | ------- | ----------------- | ------------------------------------ |
| Kangba Television                | chinês simplificado: 康巴卫视           | Khams tibetano                | 1999    | SDTV (576i, 4:3)  | Sichuan Radio and Television         |
| Nei Mongol Television Mongolian  | chinês simplificado: 内蒙古卫视（蒙语） | Mongol                        | 1997    | SDTV (576i, 4:3)  | Nei Mongol Television (NMTV)         |
| Television Southern              | chinês simplificado: 广东南方卫视       | Cantonês                      | 2000    | SDTV (576i, 16:9) | Guangdong Radio and Television (GRT) |
| Xinjiang Television Uyghur       | chinês simplificado: 新疆卫视（维语）   | Uigur                         | 1997    | SDTV (576i, 4:3)  | Xinjiang Television (XJTV)           |
| Xinjiang Television Kazakh       | chinês simplificado: 新疆卫视（哈语）   | Cazaque                       | 1997    | SDTV (576i, 4:3)  | Xinjiang Television (XJTV)           |
| Xizang(Tibet) Television Tibetan | chinês simplificado: 西藏卫视（藏语）   | Tibetano padrão               | 2002    | SDTV (576i, 4:3)  | Xizang Television (XZTV)             |
| Yanbian Korean Television        | chinês simplificado: 延边卫视           | Chinês Coreano/Choson Coreano | 2006    | HDTV(10 80i,16:9) | Yanbian Television (YBTV)            |
| Anduo Television                 | chinês simplificado: 安多卫视           | Amdo tibetano                 | 2006    | SDTV (576i, 4:3)  | Qinghai Radio and TV Station         |

### Canais infantis
| Nome     | Chinês Simplificado           | Origem    | Lançado | Formato                               | Proprietário                            |
| -------- | ----------------------------- | --------- | ------- | ------------------------------------- | --------------------------------------- |
| Aniworld | chinês simplificado: 金鹰卡通 | Hunan     | 2005    | SDTV (576i, 16:9), HDTV (1080i, 16:9) | Hunan Broadcasting System (HBS)         |
| Kaku     | chinês simplificado: 卡酷动画 | Beijing   | 2006    | SDTV (576i, 4:3)                      | Beijing Media Network (BMN)             |
| Toonmax  | chinês simplificado: 炫动卡通 | Shanghai  | 2003    | SDTV (576i, 4:3)                      | Shanghai Media Group (SMG)              |
| Jiajia   | chinês simplificado: 嘉佳卡通 | Guangdong | 2007    | SDTV (576i, 4:3)                      | Guangdong Radio and Television (GRT)    |
| Youman   | chinês simplificado: 优漫卡通 | Jiangsu   | 2004    | SDTV (576i, 4:3)                      | Jiangsu Broadcasting Corporation (JSBC) |

### Televisão por satélite premium
- Canal de propriedade privada com direitos fundiários

| Nome                            | Chinês Simplificado                 | Origem    | Lançado | Formato                                 | Proprietário                                     |
| ------------------------------- | ----------------------------------- | --------- | ------- | --------------------------------------- | ------------------------------------------------ |
| Macau Asia Satellite Television | chinês simplificado: 澳亚卫视       | Macau     | 2001    | SDTV (576i, 4:3)                        | Macau Asia Satellite Television Co.,Ltd          |
| Macau Lotus Television          | chinês simplificado: 澳门莲花卫视   | Macau     | 2002    | SDTV (576i, 4:3)                        | Macau Lotus Television Co.,Ltd                   |
| HKSTV                           | chinês simplificado: 香港卫视       | Hong Kong | 2010    | SDTV (576i, 16:9), HDTV （1080i，16:9） | Hong Kong Satellite TV International Media Group |
| Phoenix Television InfoNews     | chinês simplificado: 凤凰卫视资讯台 | Hong Kong | 2001    | SDTV (576i, 16:9), HDTV (1080i, 16:9)   | Phoenix Satellite Television Holdings.,Ltd       |
| Phoenix Television Movies       | chinês simplificado: 凤凰卫视电影台 | Hong Kong | 1998    | SDTV (576i, 16:9), HDTV (1080i, 16:9)   | Phoenix Satellite Television Holdings.,Ltd       |
| Phoenix Television Chinese      | chinês simplificado: 凤凰卫视中文台 | Hong Kong | 1996    | SDTV (576i, 16:9), HDTV (1080i, 16:9)   | Phoenix Satellite Television Holdings.,Ltd       |
| Phoenix Television Hong Kong    | chinês simplificado: 凤凰卫视香港台 | Hong Kong | 1996    | SDTV (576i, 16:9), HDTV (1080i, 16:9)   | Phoenix Satellite Television Holdings.,Ltd       |
| TVB Jade                        | chinês simplificado: 无线电视翡翠台 | Hong Kong | 1967    | SDTV (576i, 4:3), HDTV (1080i, 16:9)    | Television Broadcasts Limited (TVB)              |
| Stars Television                | chinês simplificado: 星空卫视       | Hong Kong | 2002    | SDTV (576i, 16:9)                       | STAR Greater China.,Ltd                          |

## Canais mais vistos

### Classificação provincial do canal por satélite
As 10 principais avaliações diárias, dezembro de 2014
| Posição | Canal                | Média  |
| ------- | -------------------- | ------ |
| 1       | Hunan TV             | 4.2026 |
| 2       | Zhejiang TV          | 3.0315 |
| 3       | Jiangsu TV           | 2.8887 |
| 4       | Beijing TV           | 1.7856 |
| 5       | Dragon TV (Xangai)   | 1.6015 |
| 6       | Tianjin TV           | 0.9490 |
| 7       | Shangdong TV         | 0.8272 |
| 8       | Jiangxi TV           | 0.6945 |
| 9       | Anhui TV             | 0.5847 |
| 10      | Shenzhen TV (Canton) | 0.5704 |

## Hong Kong
Hong Kong tem duas redes de televisão de transmissão, ATV e TVB. Este último, lançado em 1967, foi a primeira estação comercial aberta do território e atualmente é a estação de TV predominante no território. A televisão por cabo e satélite paga também tem sido difundida. A produção do drama de novelas, séries de comédia e programas de variedades de Hong Kong alcançou grandes audiências em todo o mundo de língua chinesa. A mídia de difusão e as notícias são fornecidas por várias empresas, uma das quais é administrada pelo governo. A televisão é a principal fonte de notícias e entretenimento para a família média.

## Macau
Os cidadãos de Macau podem receber a maioria das transmissões terrestres transmitidas em Hong Kong.